# نیروی اعدام
نیروی اعدام (به انگلیسی: Force of Execution) یک فیلم اکشن و جنایی آمریکایی به کارگردانی کئونی واکسمن که در سال ۲۰۱۳ به صورت ویدئویی منتشر شد. از بازیگران آن می‌توان به استیون سیگال، وینگ ریمز، و دنی ترخو اشاره کرد.

## داستان
فیلم در مورد یک تبهکار قدرتمند است که بین عطشی که برای بدست آوردن قدرت و ثروت بیشتر دارد و حس دیگری که او را به سمت یک زندگی آرام و بی دردسر می‌کشاند، مانده‌است…